# Ōba Kagechika
Ōba Kagechika (大庭景親) était un samouraï de la province de Sagami qui vécut à la fin de l'époque de Heian.
Après avoir servi Minamoto no Yoshitomo en 1156 durant la rébellion de Hōgen, il passa en 1180 du côté des Taira et mena leurs armées à la victoire à la bataille d'Ishibashiyama. Vaincu plus tard la même année, il se rendit aux Minamoto et finit décapité.